# Number 13

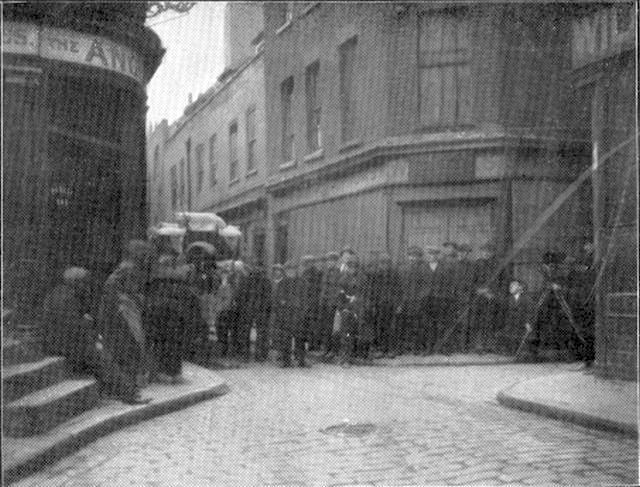
Bei den Filmaufnahmen von Number 13 in Rotherhithe, London (1922)

Number 13 ist ein unvollendeter britischer Stummfilm aus dem Jahr 1922. Es war Alfred Hitchcocks Regiedebüt; allerdings kam es nur zum Dreh weniger Szenen, die verschollen sind.
Über den Inhalt des Films ist nicht viel bekannt, jedoch soll die Geschichte von einkommensschwachen Bewohnern eines Gebäudes handeln.

## Produktion
Das Drehbuch wurde von Anita Ross geschrieben, die in den 1920ern im Islington Studio arbeitete. Hitchcocks Onkel Joseph investierte in diesen Film, und als die Mittel knapp wurden, stellte Clare Greet, die die Hauptrolle im Film spielen sollte, auch eine Finanzierung bereit. Die Dreharbeiten wurden jedoch endgültig eingestellt, da nicht genügend Schauspieler und Statisten gefunden werden konnten.

## Konsequenzen
In den folgenden Jahren drehte Hitchcock zusammen mit Regisseur Graham Cutts fünf Spielfilme, für die er die Drehbücher schrieb. Sein endgültiges Regiedebüt gab Hitchcock erst 1925 mit dem deutsch-britischen Stummfilm Irrgarten der Leidenschaft.
Die Großzügigkeit von Clare Greet, den Film mitzufinanzieren, hatte Hitchcock nie vergessen. Als Dank ließ er sie später in sechs Filmen in einer Nebenrolle auftreten: Der Weltmeister (1927), Der Mann von der Insel Man (1929), Mord! (1930), Der Mann, der zu viel wusste (1934), Sabotage (1936) und Riff-Piraten (1939).
Hitchcock sprach selten über sein erstes Regieprojekt, einmal sagte er jedoch, es sei eine „ernüchternde Erfahrung“ gewesen.